# Цві Нішрі
Цві Нішрі (Орлов) (4 січня 1878 — 22 липня 1973) — спортивний діяч, піонер з фізичного виховання у Британському мандаті в Палестині, а згодом і в Ізраїлі. Брат Хани Орлової, дядько Рафуля Ейтана.

## Біографія
Нішрі Цві народився у Царе-Костянтинівці Олександрівському повіті Катеринославської губернії Російської імперії, нині Харківська область України, у єврейській родині. Служив у царській армії.
Емігрував до Палестини у 1903, працював у Петах-Тікві.

## Кар'єра
Проблемами фізичного виховання займався з 1906 року.
У 1908–1938 брав участь у проведенні в Ізраїлі багатьох наукових семінарів з проблем фізичного виховання, організував та проводив спеціальні курси з гімнастики для вчителів та спортсменів. Викладав у гімназії «Герцлія» 40 років.
У 1913 видав першу спортивну книгу на івриті «Уроки гімнастики», розробив професійну термінологію.
Один із засновників спортивного товариства «Маккабі» та скаутського руху в Ізраїлі.
Заснував гімнастичне товариство «Рішон ле-ціон». З 1927 — голова (потім почесний президент) Ізраїльського товариства викладачів фізичного виховання в Інституті фізичного виховання та спорту імені О. В. Вінгейта.

## Нагороди
Нішрі Цві був введений у Міжнародний єврейський спортивний зал Слави у 1981 році.